# Pseudogarypus orpheus
Pseudogarypus orpheus är en spindeldjursart som beskrevs av William B. Muchmore 1981. Pseudogarypus orpheus ingår i släktet Pseudogarypus och familjen Pseudogarypidae. Inga underarter finns listade i Catalogue of Life.